# Burgstall (Sigmarszell)
Burgstall (mundartlich: Buǝgschdal) ist ein Gemeindeteil der Gemeinde Sigmarszell im bayerisch-schwäbischen Landkreis Lindau (Bodensee).

## Geographie
Der Weiler liegt circa 1,5 Kilometer nordöstlich des Hauptorts Sigmarszell. Südlich der Ortschaft verläuft die Bundesstraße 308 (Queralpenstraße). Nördlich und westlich fließt die Leiblach, die hier die Grenze zum vorarlbergischen Hohenweiler und zur Gemeinde Hergensweiler bildet.

## Ortsname
Der Ortsname deutet auf eine (Siedlung an) einer Burg hin. Dabei könnte sich der Ortsname auf eine mittelalterliche Burg oder einen römischen Burgus beziehen.

## Geschichte
Durch den heutigen Ort verlief vermutlich einst die Römerstraße Kempten–Bregenz mit einem Burgus der römischen Kaiserzeit an dieser Stelle.
Burgstall wurde erstmals urkundlich im Jahr 1290 mit In dem Burcstal in einem Zinsrodel des Klosters Mehrerau erwähnt. Im Jahr 1605 wird der Ort auch als Im Kauderhaus genannt. 1771 fand die Vereinödung Burgstalls mit fünf Teilnehmern statt. Der Ort gehörte einst dem Gericht Simmerberg in der Herrschaft Bregenz an.

## Denkmäler
- Denkmalnummer D-7-8424-0003: Burgus der römischen Kaiserzeit. Siehe: Liste der Bodendenkmäler in Sigmarszell